# Lupinus alpestris
Lupinus alpestris är en ärtväxtart som beskrevs av Aven Nelson. Lupinus alpestris ingår i släktet lupiner, och familjen ärtväxter. Inga underarter finns listade i Catalogue of Life.